# Gujin tushu jicheng
Gujin tushu jicheng (chinois 古今圖書集成), ou Qinding Gujin tushu jicheng, la Grande Encyclopédie impériale illustrée des temps passé et présent, est une encyclopédie chinoise, dont les sources sont des livres anciens et modernes (de la dynastie Zhou dans l'Antiquité jusqu'au xviie siècle). La première version est publiée en 1726-1728.
L'encyclopédie comprend 10 040 chapitres et 5 020 fascicules et compte cent millions de caractères sur 852 408 pages.
L'encyclopédie est l'œuvre de Chen Menglei, qui en commence la rédaction en 1706. Pris dans une querelle de succession dynastique et un complot, le nom de Chen Menglei a été effacé de l'édition officielle et l'ouvrage a été attribué à un simple correcteur, Jiang Tingxi.
Une autre œuvre publiée à cette époque est le Dictionnaire de caractères de Kangxi.